# Instrumentale (kompilacja Slums Attack)
Instrumentale – druga kompilacja polskiej grupy hip-hopowej Slums Attack wydany 18 września 2000 przez Camey Studio. Album został wydany w formie 7” płyty gramofonowej, zawiera głównie remiksy z albumów Całkiem nowe oblicze oraz Otrzuty (Remixy) ’99.

## Lista utworów
Strona A
1. „Taką dolinę” (Remix)
2. „Zachodnia część Polski” (Remix)
3. „Coś niedokończone” (Remix)
4. „Musisz uwierzyć” (Remix)
5. „Kontrowersja” (Remix)
6. „Dlaczego” (Remix)
7. „I nim zdarzy się cud” (Wersja LP)

Strona B
8. „Tak ma być” (Wersja LP)
9. „Postawy” (Wersja LP)
10. „WLZT” (Wersja niepełna)
11. „Zawsze będzie takie granie” (Wersja LP)
12. „Żyję tym co mam” (Wersja LP)
13. „Acapelle i dżinglee"